# Bojan Isaliović
Bojan Isaliović (Szerbül: Бojaн Иcaилoвић; Belgrád, 1980. március 25. –) szerb válogatott labdarúgókapus.
A szerb válogatott tagjaként részt vett a 2010-es világbajnokságon.